# Haine (Fluss)
Die Haine (manchmal auch Hayne, deutsch Henne, niederländisch Hene) ist ein Fluss, der in Belgien und Frankreich verläuft. Er entspringt im Gemeindegebiet von Anderlues in Belgien und mündet nach rund 72 Kilometern in Condé-sur-l’Escaut, Frankreich, von links (Norden) in die Schelde.
Nach dem Fluss sind sowohl die ehemalige Grafschaft Hennegau als auch die heutige belgische Provinz Hennegau benannt. Die Industrieregion im Tal der Haine ist auch unter dem Namen Borinage bekannt und ist der westliche Ausläufer der wallonischen Hauptindustriezone in der Sambre-Maas-Furche.
Der Fluss ist im Unterlauf kanalisiert und bildet den überwiegenden Teil des zwischenzeitlich für die Schifffahrt gesperrten Canal de Mons à Condé.

## Orte am Fluss
- Anderlues
- Morlanwelz
- Le Roeulx
- La Louvière
- Mons
- Quaregnon
- Saint-Ghislain
- Boussu
- Hensies
- Condé-sur-l’Escaut